# Johann Jacob von Bertram
Johann Jacob von Bertram (* 7. September 1684 in Frankfurt am Main; † 15. Juni 1742 ebenda) war ein Politiker der Reichsstadt Frankfurt.

## Leben
Bertram war der Sohn eines Frankfurter Patriziers. Die Familie gehörte der Patriziergesellschaft Zum Frauenstein an. Er heiratete 1715 Catharina Margarete Sondershausen.
Bertram studierte ab dem 26. Mai 1705 Rechtswissenschaften an der Universität Gießen und schloss das Studium mit dem Lizentiat ab. Nach dem Studium wurde er Advokat in Frankfurt am Main, wo er 1713 den Bürgereid leistete. Dort wurde er 1721 Ratsherr und 1727 Schöff. 1732 und 1734 war er Älterer Bürgermeister. 1734 wurde er Konsistorialrat.